# 1933-as sakkolimpia
Az 5. sakkolimpia 1933. július 12. és július 23. között a dél-angliai kisvárosban, Folkestone-ban került megrendezésre. Az esemény 1932. évi rendezését előzetesen Spanyolország kapta, amely azonban finanszírozási okokra hivatkozva visszalépett. Ekkor jelentkezett Chicago, hogy 1933-ban fogadni tudja a résztvevőket, de később pénzügyi nehézségek miatt ők is visszaléptek. Végül az angol sakkszövetség vállalta, hogy helyet ad az eseménynek.
A sakkolimpiával egyidejűleg rendezték meg nyolc résztvevővel, kétfordulós körmérkőzés során a 4. női sakkvilágbajnokságot. A címet ezúttal is, immár negyedszer, és az előző világbajnoksághoz hasonlóan 100%-os teljesítménnyel, 14 játszmából 14 győzelemmel a csehszlovák színekben versenyző Vera Menchik szerezte meg.
A csapatok a Hamilton-Russell kupáért versengtek, amelyet az előző olimpián az amerikai válogatott hódított el.

## A résztvevők
A várt rekordlétszámú nevezés elmaradt, amelynek fő oka a verseny megrendezése körüli bizonytalanság volt. Németország válogatottja a fasizmus előretörése miatt nem vett részt, mivel a sportszövetségek – köztük a német sakkszövetség – vezetőit leváltották és börtönbe csukták. A Német Sakkszövetség nem sokkal később ki is lépett a Nemzetközi Sakkszövetségből.
Az olimpiai csapatversenyre 15 csapat nevezett, 71 versenyzővel. A csapatok 5 főt nevezhettek, akik közül egyidejűleg négy játszott. Meg kellett adni a játékosok közötti erősorrendet, és az egyes fordulókban ennek megfelelően ülhettek le a táblákhoz. Ez lehetővé tette, hogy táblánként lehetett megállapítani és kihirdetni a legjobb egyéni eredményt elérőket.

## A verseny lefolyása
A versenyt a csapatok között körmérkőzéses formában rendezték. A csapat eredményét az egyes versenyzők által megszerzett pontok alapján számolták. Holtverseny esetén vették csak figyelembe a csapateredményeket, ahol a csapatgyőzelem 2 pontot, a döntetlen 1 pontot ért. A játszmákban fejenként 120 perc állt rendelkezésre 40 lépés megtételéhez, és ezt követően további 1-1 óra 16 lépésenként.
Az első helyre hat csapat is esélyes volt, a korábban már olimpiát nyert magyar lengyel és amerikai válogatotton kívül Csehszlovákia, Ausztria és Svédország. Az amerikaiak már az első fordulótól az élre álltak, és meggyőzően utasították maguk mögé vetélytársaikat. Egyedül a csehszlovák válogatott tudta valamennyire tartani a lépést velük, köszönhetően leginkább a negyedik táblás Opočenský egészen kiváló, 88,5%-os teljesítményének, amely a teljes mezőnyben a legjobb volt.
A magyar válogatottban ismét játszott Maróczy Géza, és első alkalommal szerepelt olimpián a fiatal Lilienthal Andor, aki meghálálta a bizalmat, és az első tartalékok között 13 játszmából 10 pontot szerezve egyéni aranyérmet szerzett. A csapat végül holtversenyben a 3–5. helyet szerezte meg, a holtversenyt eldöntő számítás alapján az 5. helyen zárta a versenyt.

## A verseny végeredménye
| H. | Ország                    | O.kód | 1  | 2  | 3  | 4  | 5  | 6  | 7  | 8  | 9  | 10 | 11 | 12 | 13 | 14 | 15 | P   | MP | +  | = | -  |
| -- | ------------------------- | ----- | -- | -- | -- | -- | -- | -- | -- | -- | -- | -- | -- | -- | -- | -- | -- | --- | -- | -- | - | -- |
| 1  | Amerikai Egyesült Államok | USA   | ●  | 1½ | 1½ | 3  | 2½ | 3  | 4  | 3  | 3  | 3  | 2½ | 2  | 3  | 3½ | 3½ | 39  | 24 | 11 | 1 | 2  |
| 2  | Csehszlovákia             | CSR   | 2½ | ●  | 3  | 2½ | ½  | 2  | 2½ | 1½ | 2  | 3  | 3½ | 3½ | 3½ | 4  | 3½ | 37½ | 23 | 10 | 2 | 2  |
| 3  | Svédország                | SWE   | 2½ | 1  | ●  | 2  | 2½ | 1½ | 2  | 3½ | 1½ | 2½ | 2½ | 3½ | 3½ | 2½ | 3  | 34  | 21 | 9  | 2 | 3  |
| 4  | Lengyelország             | POL   | 1  | 1½ | 2  | ●  | 2½ | 2½ | 2  | 2½ | 2½ | 2  | 2  | 3½ | 2½ | 4  | 3½ | 34  | 21 | 8  | 4 | 2  |
| 5  | Magyarország              | HUN   | 1½ | 3½ | 1½ | 1½ | ●  | 2  | 1½ | 2½ | 3½ | 2  | 2½ | 2½ | 3  | 3  | 3½ | 34  | 19 | 8  | 2 | 4  |
| 6  | Ausztria                  | AUT   | 1  | 2  | 2½ | 1½ | 2  | ●  | 2½ | 2½ | 3  | 2½ | 2  | 3½ | 3  | 2½ | 3  | 33½ | 22 | 9  | 3 | 2  |
| 7  | Litvánia                  | LTU   | 0  | 1½ | 2  | 2  | 2½ | 1½ | ●  | 2½ | 3  | 2½ | 2  | 2½ | 4  | 2  | 2½ | 30½ | 19 | 7  | 4 | 3  |
| 8  | Franciaország             | FRA   | 1  | 2½ | ½  | 1½ | 1½ | 1½ | 1½ | ●  | 3  | 2½ | 1½ | 2½ | 2½ | 2½ | 3½ | 28  | 15 | 7  | 0 | 7  |
| 9  | Lettország                | LAT   | 1  | 2  | 2½ | 1½ | ½  | 1  | 1  | 1  | ●  | 2½ | 3  | 2½ | 2½ | 3  | 3½ | 27½ | 16 | 7  | 1 | 6  |
| 10 | Anglia                    | ENG   | 1  | 1  | 1½ | 2  | 2  | 1½ | 1½ | 1½ | 1½ | ●  | 3  | 3½ | 1½ | 2  | 3½ | 27  | 10 | 3  | 3 | 8  |
| 11 | Olaszország               | ITA   | 1½ | ½  | 1½ | 2  | 1½ | 2  | 2  | 2½ | 1  | 1  | ●  | 1½ | 1½ | 3  | 3  | 24½ | 10 | 3  | 3 | 8  |
| 12 | Dánia                     | DEN   | 2  | ½  | ½  | ½  | 1½ | ½  | 1½ | 1½ | 1½ | ½  | 2½ | ●  | 3½ | 3  | 3  | 22½ | 10 | 4  | 1 | 9  |
| 13 | Belgium                   | BEL   | 1  | ½  | ½  | 1½ | 1  | 1  | 0  | 1½ | 1½ | 2½ | 2½ | ½  | ●  | 1  | 2  | 17  | 6  | 2  | 1 | 11 |
| 14 | Izland                    | ISL   | ½  | 0  | 1½ | 0  | 1  | 1½ | 2  | 1½ | 1  | 2  | 1  | 1  | 3  | ●  | 1  | 17  | 5  | 1  | 2 | 11 |
| 15 | Skócia                    | SCO   | ½  | ½  | 1  | ½  | ½  | 1  | 1½ | ½  | ½  | ½  | 1  | 1  | 2  | 3  | ●  | 14  | 4  | 1  | 1 | 12 |

### A magyar versenyzők eredményei
| Forduló                            | Ellenfél                           | Maróczy Géza  | Maróczy Géza | Steiner Lajos      | Steiner Lajos | Vajda Árpád      | Vajda Árpád | Havasi Kornél | Havasi Kornél | Lilienthal Andor    | Lilienthal Andor | Pont |
| ---------------------------------- | ---------------------------------- | ------------- | ------------ | ------------------ | ------------- | ---------------- | ----------- | ------------- | ------------- | ------------------- | ---------------- | ---- |
| 2                                  | Ausztria                           |               |              | Grünfeld           | ½             | Erich Eliskases  | ½           | Glass         | ½             | Müller              | ½                | 2    |
| 3                                  | Dánia                              |               |              | Andersen           | ½             | Enevoldsen       | 1           | Gemzøe        | ½             | Nielsen B.          | ½                | 2½   |
| 4                                  | Olaszország                        |               |              | Rosselli del Turco | 1             | Monticelli       | 0           | Sacconi       | 1             | Norcia              | ½                | 2½   |
| 5                                  | Litvánia                           | Mikénas       | 0            | Vaitonis           | 1             | Vistaneckis      | ½           | Abramavičius  | 0             |                     |                  | 1½   |
| 6                                  | Belgium                            | Soultanbeieff | ½            | Dunkelblum         | ½             |                  |             | Engelmann     | 1             | Devos               | 1                | 3    |
| 7                                  | Svédország                         | Ståhlberg     | ½            | Stoltz             | 0             | Lundin           | 0           |               |               | Berndtsson-Kullberg | 1                | 1½   |
| 8                                  | Csehszlovákia                      |               |              | Salo Flohr         | ½             | Treybal          | 1           | Rejfíř        | 1             | Skalička            | 1                | 3½   |
| 9                                  | Izland                             |               |              | Ásgeirsson         | 1             | Gilfer           | 0           | Porvaldsson   | 1             | Sigurðsson          | 1                | 3    |
| 10                                 | Skócia                             | Fairhurst     | ½            | Paige              | 1             | Macisaac         | 1           |               |               | Combe               | 1                | 3½   |
| 11                                 | Franciaország                      |               |              | Aljechin           | 0             | Betbeder Matibet | ½           | Kahn          | 1             | Duchamp             | 1                | 2½   |
| 12                                 | Lengyelország                      | Tartakower    | 0            | Friedmann          | ½             |                  |             | Appel         | ½             | Makarczyk           | ½                | 1½   |
| 13                                 | Amerikai Egyesült Államok          |               |              | Kashdan            | 0             | Marshall         | ½           | Fine          | ½             | Dake                | ½                | 1½   |
| 14                                 | Lettország                         | Apšenieks     | 1            | Petrovs            | 1             |                  |             | Feigins       | ½             | Hasenfuss           | 1                | 3½   |
| 15                                 | Anglia                             |               |              | Sultan Khan        | 0             | Thomas           | 1           | Winter        | ½             | Michell             | ½                | 2    |
| Szerzett pontszám (Játszmák száma) | Szerzett pontszám (Játszmák száma) | 2½ (6)        | 2½ (6)       | 7½ (14)            | 7½ (14)       | 6 (11)           | 6 (11)      | 8 (12)        | 8 (12)        | 10 (13)             | 10 (13)          |      |

### Az egyéni legjobb pontszerzők
Táblánként az első három legjobb százalékos arányt elérő versenyzőt díjazták éremmel. Az első tartalékok között a magyar Lilienthal Andor egyéni aranyérmet szerzett.
| H. | Versenyző neve      | Ország                    | Pont | Játszmaszám | Százalék |
| -- | ------------------- | ------------------------- | ---- | ----------- | -------- |
|    | Alekszandr Aljechin | Franciaország             | 9½   | 12          | 79,2     |
|    | Isaac Kashdan       | Amerikai Egyesült Államok | 10   | 14          | 71,4     |
|    | Ksawery Tartakower  | Lengyelország             | 9    | 14          | 64,3     |
|    | Salomon Flohr       | Csehszlovákia             | 9    | 14          | 64,3     |
| H. | Versenyző neve         | Ország                    | Pont | Játszmaszám | Százalék |
| -- | ---------------------- | ------------------------- | ---- | ----------- | -------- |
|    | Frank James Marshall   | Amerikai Egyesült Államok | 7    | 10          | 70       |
|    | Louis Betbeder Matibet | Franciaország             | 8    | 12          | 66,7     |
|    | Pauline Frydman        | Lengyelország             | 7½   | 12          | 62,5     |
| H. | Versenyző neve | Ország                    | Pont | Játszmaszám | Százalék |
| -- | -------------- | ------------------------- | ---- | ----------- | -------- |
|    | Erik Lundin    | Svédország                | 10   | 14          | 71,4     |
|    | Reuben Fine    | Amerikai Egyesült Államok | 9    | 13          | 69,2     |
|    | Movsas Feigins | Lettország                | 9    | 14          | 64,3     |
| H. | Versenyző neve      | Ország                    | Pont | Játszmaszám | Százalék |
| -- | ------------------- | ------------------------- | ---- | ----------- | -------- |
|    | Karel Opočenský     | Csehszlovákia             | 11½  | 13          | 88,5     |
|    | Arthur William Dake | Amerikai Egyesült Államok | 10   | 13          | 76,9     |
|    | Hans Müller         | Ausztria                  | 9    | 13          | 69,2     |
| H. | Versenyző neve         | Ország       | Pont | Játszmaszám | Százalék |
| -- | ---------------------- | ------------ | ---- | ----------- | -------- |
|    | Lilienthal Andor       | Magyarország | 10   | 13          | 76,9     |
|    | Leonardas Abramavičius | Litvánia     | 6    | 9           | 66,7     |
|    | Conel Hugh Alexander   | Anglia       | 7    | 11          | 63,6     |